# Последний москаль
«Последний москаль» (укр. Останній москаль) — украинский комедийный телесериал производства телекомпании «1+1». Премьера состоялась 14 апреля 2015 года. В 2018—2019 годах вышло два сезона спин-оффа сериала «Большие Вуйки».

## Подзаголовок
Подзаголовок к названию фильма (укр. Файна патріотична комедія) сложно перевести на русский без потери оттенков смысла. Дословный перевод «Отличная патриотическая комедия». Однако в оригинале вместо общелитературного відмінна используется файна из юго-западного наречия (из нем. feine через польские заимствования). Это слово всем украинцам ныне известно (см. тот же сериал «Файна Юкрайна»), но сохраняет некий «западный» колорит. Что соответствует теме: ведь именно где-то там вынужден укрываться «москаль» Валера.

## Синопсис
По сюжету молодой современный москвич в силу обстоятельств вынужден укрываться у родственника в глухой гуцульской деревушке на западе Украины. Ему крайне трудно приспособиться к совсем иному патриархальному укладу жизни, как и жителям Больших Вуйков — к «дважды москалю» (и из России, и из Москвы).
Все гуцулы люто ненавидят москалей, но из их поступков видно, что эта ненависть — сатирическая гипербола. Гораздо большую неприязнь у местных жителей вызывает то, что герой совершенно ничего не научен делать своими руками, и его попытки аукаются поднятием по тревоге всего села.

## Сюжет

### 1 сезон
В центре сюжета — типичный представитель «золотой молодёжи» Москвы, сын банкира Валера, который попадает в глухое и отдалённое от цивилизации гуцульское село. Из-за экономических махинаций отца парень должен прятаться от русской мафии далеко и высоко в украинских Карпатах, у своего дяди Ивана Петрука. Однако из-за давнего конфликта братьев Иван совсем не рад племяннику и только под давлением односельчан позволяет тому остаться. Но на беду всех односельчан и дяди Ивана, Валера влюбляется в местную девушку Ксению.

### 2 сезон
Во втором сезоне Карпаты содрогнутся — их ждёт скандальное возвращение блудного гуцула, брата Ивана и отца Валеры, Дмитрия Петрука. Предприимчивый олигарх, заручившись поддержкой Валеры, планирует построить в Великих Вуйках современный мегаприбыльный курорт «Вуйковель». Правда, для постройки придётся сравнять с полониной всё село… Ошарашенные таким поворотом жители объединяются против варварского бизнес-плана. Но дьявольская сделка заключена, и бульдозеры уже тронулись с места…

## В ролях
- Игорь Скрипко — Валерий Дмитриевич Петрук (Валера), «мажор», сын московского миллионера Дмитрия Петрука
- Юрий Горбунов — Иван Иванович Петрук, столяр, дядя Валеры / Дмитрий Иванович Петрук, московский миллионер, отец Валеры (озвучивал Станислав Боклан)
- Владимир Горянский — Василий Васильевич Микитюк, глава села Великие Вуйки
- Назар Заднепровский — Штефан Аттилыч Лупеску (Штефко), крупнейший бизнесмен села Великие Вуйки
- Владимир Николаенко — Богдан (Бодя), кум Ивана
- Наталья Корецкая — Маричка, жена Боди
- Галина Безрук — Ксения Михайловна, школьная учительница
- Иван Шаран — Владимир Орестович Брухтянский (Дзюня), гуцульский парень, влюблённый в Ксению
- Ирма Витовская — продавщица сельмага, во 2 сезоне уехала в Италию
- Тамара Яценко — баба Орыся Богдановна
- Татьяна Михина — Галина (Гала), тётя Ксении, приехавшая из Италии
- Василий Баша — Михаил, отец Ксении
- Светлана Прус — Дарья, мать Ксении
- Виктор Сарайкин — бандит
- Юрий Яковлев
- Иван Залуский
- Любомир Валивоц
- Олег Стальчук — Степан, кузнец
- Олег Примогенов — участковый
- Елена Мамчур
- Сергей Петько
- Алексей Колесник
- Мария Бруни
- Василий Вирастюк — кандидат в женихи Ксении
- Лилия Ребрик — Ирина, продавщица сельмага (2 сезон), сестра предыдущей продавщицы
- Алла Мартынюк — Ника, дизайнер курорта
- Катя Осадчая — сотрудница ЗАГСа
- Михаил Аугуст — судья
- Ольга Сумская — Анна Петрук, мать Валеры, бывшая жена Дмитрия, бывшая возлюбленная Ивана

## Съёмочная группа
- Автор идеи: Николай Куцык
- Авторы сценария:
  - Николай Куцык
  - Ярослав Стень
  - Константин Тузов
  - Богдан Гациляк
- Оператор-постановщик: Владимир Гуевский
- Режиссёр-постановщик: Семён Горов
- Художник: Анна Присич
- Художник по гриму: Елена Чайка
- Художник по костюму: Аркадий Туник
- Музыка: Kozak System
- Креативные продюсеры:
  - Алексей Макухин
  - Наталья Стрибук
  - Леонид Мазор
  - Елена Еремеева
- Линейный продюсер: Захарий Гринишин
- Исполнительные продюсеры:
  - Кристина Шкабар
  - Станислав Зурахов
- Продюсеры:
  - Елена Васильева
  - Виктория Лезина-Масляна
- Генеральный продюсер: Александр Ткаченко

## Факты

### Съёмки
Натурные съёмки проходили в Карпатах (в кадре домики, улочки, автостанция Ворохты), в Национальном музее народной архитектуры и быта Пирогов. Имеющиеся в сериале «московские» кадры снимали в Киеве.

### Кастинг
Пилотная серия, несколько тизеров и рекламные постеры «московского москаля» Валеры были отсняты с актёром Александром Головиным, известным по телесериалу «Кадеты» (режиссёром выступил британец Крис Коттем (Chris Cottam). Однако позднее произошла смена актёрско-режиссёрского состава — на роль «москаля» был приглашён Игорь Скрипко, а в режиссёрском кресле появился Семён Горов.

Актёрский состав изменился, потому что у тех актёров не совпали рабочие графики. В «1+1 production» решили, что такой проект — полностью украинский и украиноязычный проект про украинцев и их характер лучше снимет именно украинский режиссёр, и мы очень рады, что за это взялся такой известный мастер, как Семён Горов.— Пресс-служба «1+1 production»
Юрий Горбунов для роли Ивана Петрука поправился на несколько килограммов и прекратил бриться.

### Название
Политический кризис на Украине (2013—2014), среди прочих последствий, повлиял на контекст и остроту восприятия слов, которые академические словари привыкли отмечать как «устаревшее» или «вышедшее из употребления». В том числе задуманный украинским каналом «1+1» и запущенный в производство летом 2013 комедийный телесериал был назван «Последний москаль» («Останній москаль»). Разумеется, подтекст названия осознавался, но в позднейших пояснениях гендиректор канала А. И. Ткаченко подчёркивал, что никакого намеренного оскорбления не планировалось. Название выбрали по ассоциации с известным реалити-шоу «Последний герой» («Останній герой») — ведь и тут главному герою предстоит выжить в порой эмоционально враждебной среде. Однако уже осенью 2014 было сказано, что «Последний москаль» станет более политкорректным «Московским родственником» («Московський родич»). В январе же 2015 вновь было заявлено об исходном названии, под которым 14 апреля сериал вышел на телеэкраны.

### Музыка
Музыку к сериалу написала украинская фолк-рок группа Kozak System. Музыкантам настолько понравилось название сериала, что музыкальное сопровождение написали совершенно бесплатно

### Рейтинги
«Последний москаль» собрал рекордные показатели телепросмотра: по аудитории 18—54 (Украина) рейтинг первой серии составил 10,6 %, доля — 27,7 %, на второй серии рейтинг увеличился до 14,1 %, доля в 36,4 %. Средние показатели двух серий: рейтинг — 12,6 %, доля — 32,6 %. В целом первые серии посмотрел каждый третий житель Украины, что сделало сериал самой популярной премьерой за последние годы.

### Критика
По мнению члена Национального союза кинематографистов Украины Ю. И. Шевчука, сериал следует рассматривать в контексте «культурной войны с империей» (имея в виду Россию) и вынести ему крайне негативную оценку. Фильмы должны демонстрировать истинную украинскую национальную идентичность, её культуру и язык. В сериале же, по мнению критика, показаны какие-то дебильные представители «пьющего, поющего и танцующего племени», говорящие на имитации («симулякре») настоящего украинского языка.